# 1971-es Formula–1 német nagydíj
Az 1971-es Formula–1 világbajnokság hetedik futama a német nagydíj volt.

## Futam
Az 1970-es kihagyás után a német nagydíjat ismét a Nürburgringen rendezték. A pályát újraaszfaltozták, bukótereket alakítottak ki, emellett korlátokkal és kerítésekkel látták el a pálya szélét. Vic Elford helyettesítette Rodríguezt a BRM-nél, Andretti pedig visszatért Amerikából a mezőnybe. Az időmérőn Stewart győzött Ickx, Siffert, Regazzoni, Cevert és Hulme előtt.
A rajtnál Ickxé lett a vezetés, de Stewart hamar visszavette pozícióját. A második körben Ickx kicsúszott a Wippermann-kanyarnál. Regazzoni is letért a pályáról, miközben kikerülte csapattársát. Ezután Stewart nagy előnnyel vezetett Siffert előtt. Regazzoni a harmadik helyre tért vissza, Peterson elé. Cevert megelőzte Hulme-ot, majd Andrettit az ötödik helyért. A következő körökben Petersont, Siffertet (aki Regazzoni mögé esett vissza), majd magát Regazzonit is megelőzte, így kettős Tyrrell-győzelem született. Regazzoni a harmadik végzett, míg Andretti megelőzte Petersont, és negyedik lett.
| Helyezés | #  | Versenyző          | Csapat/Motor     | Futott körök | Idő/Kiesés oka      | Rajthely | Pontszám |
| -------- | -- | ------------------ | ---------------- | ------------ | ------------------- | -------- | -------- |
| 1        | 2  | Jackie Stewart     | Tyrrell-Ford     | 12           | 1h29:15,7           | 1        | 9        |
| 2        | 3  | François Cevert    | Tyrrell-Ford     | 12           | + 30,1              | 5        | 6        |
| 3        | 6  | Clay Regazzoni     | Ferrari          | 12           | + 37,1              | 4        | 4        |
| 4        | 5  | Mario Andretti     | Ferrari          | 12           | + 2:05,0            | 11       | 3        |
| 5        | 15 | Ronnie Peterson    | March-Ford       | 12           | + 2:29,1            | 3        | 2        |
| 6        | 25 | Tim Schenken       | Brabham-Ford     | 12           | + 2:58,6            | 9        | 1        |
| 7        | 7  | John Surtees       | Surtees-Ford     | 12           | + 3:19,0            | 15       |          |
| 8        | 9  | Reine Wisell       | Lotus-Ford       | 12           | + 6:31,7            | 17       |          |
| 9        | 24 | Graham Hill        | Brabham-Ford     | 12           | + 6:37,0            | 13       |          |
| 10       | 12 | Rolf Stommelen     | Surtees-Ford     | 11           | + 1 kör             | 12       |          |
| 11       | 22 | Vic Elford         | BRM              | 11           | + 1 kör             | 18       |          |
| 12       | 17 | Nanni Galli        | March-Alfa Romeo | 10           | + 2 kör             | 21       |          |
| Kiesett  | 8  | Emerson Fittipaldi | Lotus-Ford       | 8            | Olajszivárgás       | 8        |          |
| Kizárva  | 21 | Jo Siffert         | BRM              | 6            | Kizárva             | 3        |          |
| Kiesett  | 10 | Chris Amon         | Matra            | 6            | Baleset             | 16       |          |
| Kiesett  | 14 | Henri Pescarolo    | March-Ford       | 5            | Felfüggesztés       | 10       |          |
| Kiesett  | 20 | Peter Gethin       | McLaren-Ford     | 5            | Baleset             | 19       |          |
| Kiesett  | 18 | Denny Hulme        | McLaren-Ford     | 3            | Üzemanyag szivárgás | 6        |          |
| Kizárva  | 28 | Mike Beuttler      | March-Ford       | 3            | Kizárva             | 22       |          |
| Kiesett  | 23 | Howden Ganley      | BRM              | 2            | Motorhiba           | 14       |          |
| Kiesett  | 16 | Andrea de Adamich  | March-Alfa Romeo | 2            | Befecskendező       | 20       |          |
| Kiesett  | 4  | Jacky Ickx         | Ferrari          | 1            | Baleset             | 2        |          |
| NK       | 27 | Jo Bonnier         | McLaren-Ford     |              |                     |          |          |

## Statisztikák
Vezető helyen:
- Jackie Stewart: 12 (1-12)

Jackie Stewart 17. győzelme, 10. pole-pozíciója, François Cevert 1. leggyorsabb köre.
- Tyrrell 5. győzelme.